# Gallen Bullaun
Der Gallen Bullaun (irisch Bullán Ghailinne) ist ein Bullaun in Ferbane im County Offaly in Irland. Er liegt gegenüber den Gebäuden des „Gallen Priory Nursing Home“ in der Mitte der zerstörten Kapelle des Waliser Missionars St. Canoc.
Der große Felsblock, der 1,86 m lang und 0,85 m breit ist, liegt umgeben von Kies, auf dem Niveau des ursprünglichen Kapellenbodens. Der Bullaun hat einen Durchmesser von 0,45 m und eine Tiefe von 0,15 m und einer tiefen umlaufenden Rille in der seitlichen Oberfläche.
Der ursprüngliche Zweck der Bullauns ist unbekannt, aber sie haben unbestreitbar einen Zusammenhang mit dem Wasser und der Anbetung der Brigid. Die Verwendung der Bullauns hat sich in die christliche Zeit fortgesetzt und viele sind in Verbindung mit frühen Kirchen gefunden worden, die meisten in Glendalough im County Wicklow.